# Relations entre l'Allemagne et la Corée du Nord
Les relations entre l'Allemagne et la Corée du Nord, en allemand Deutsch-nordkoreanische Beziehungen et en coréen 독일-조선민주주의인민공화국 관계, sont les relations bilatérales existant entre l'Allemagne et la Corée du Nord.

## Histoire
Les relations diplomatiques entre l'Allemagne et la Corée ont débuté le 26 novembre 1883.

### Guerre froide: de la partition de la Corée à la réunification allemande
Lors de la Guerre froide, l'Allemagne de l'Ouest n'entretenait des relations diplomatiques qu'avec la Corée du Sud, tandis que l'Allemagne de l'Est n'entretenait de relations qu'avec la Corée du Nord.

### Rétablissement des relations diplomatiques

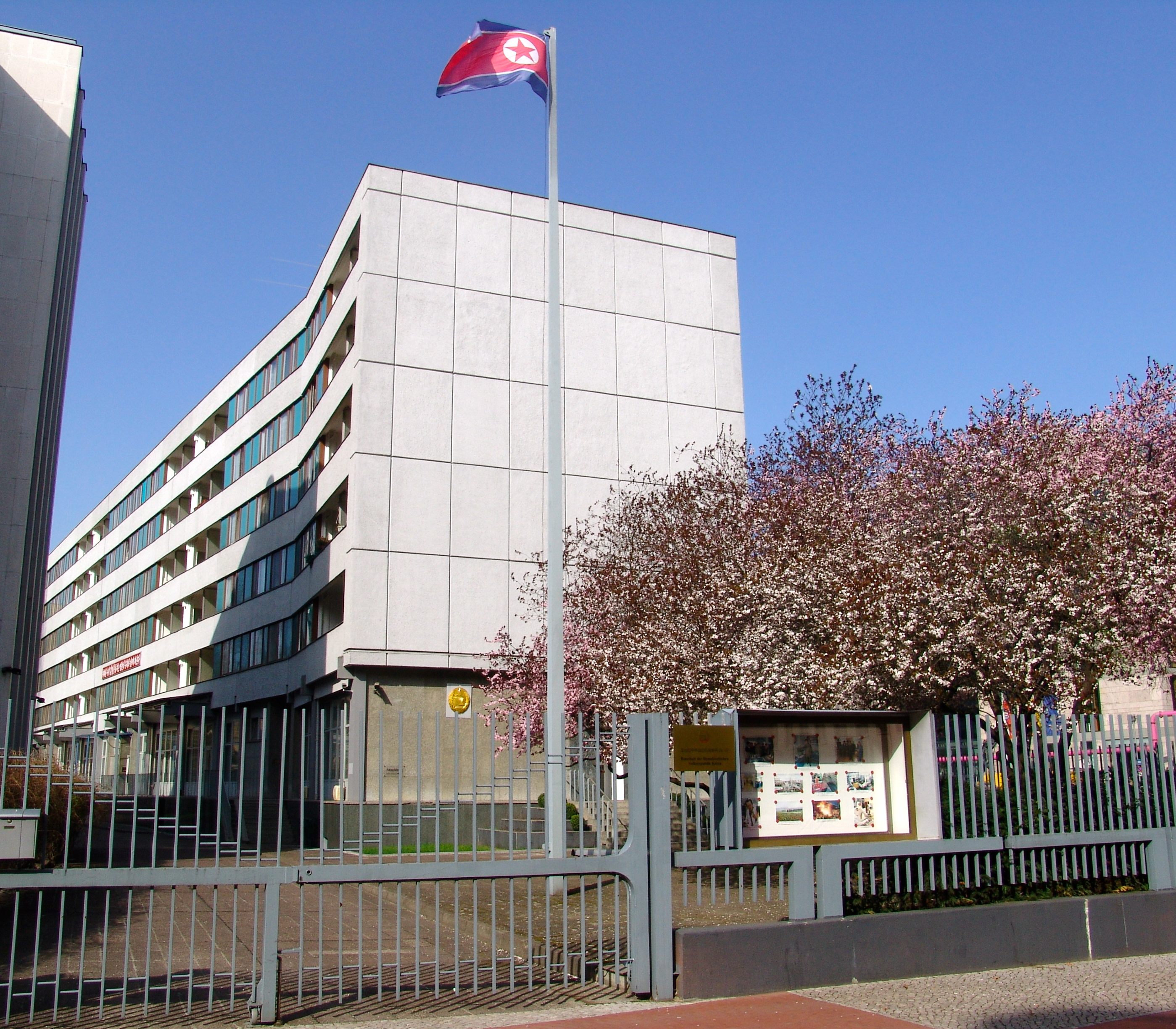
Ambassade Corée du Nord à Berlin.

Ambassades allemandes, britanniques, françaises et suédoises à Pyongyang, réunies en un seul endroit.

Après la réunification allemande, une représentation permanente de l’Allemagne unifiée a ouvert ses portes dans les anciens locaux de la RDA à Pyongyang et fut placée sous la protection de la Suède. De la même manière, l'ambassade nord-coréenne de Berlin fut transformée en « Bureau pour la protection des intérêts de la République démocratique populaire de Corée » et fut placée sous la protection de la Chine.
Le ministre fédéral des Affaires étrangères Joschka Fischer a annoncé, en octobre 2000, la décision du gouvernement allemand de rétablir les relations diplomatiques avec la Corée du Nord. Dans le même temps, le médecin allemand Norbert Vollertsen, qui s'était rendu en Corée du Nord dans le cadre de l'ONG Cap Anamur, a été expulsé à la suite de critiques formulées contre le gouvernement nord-coréens, ce qui provoqua une certaine irritation. Cependant, Fischer a déclaré lors d'une visite en Corée du Sud que l'Allemagne soutiendrait le processus de rapprochement entre la Corée du Nord et la Corée du Sud.
Les relations diplomatiques furent finalement ré-établies le 1er mars 2001. La Représentation permanente de la République fédérale d'Allemagne a été transformée en ambassade le même jour, de même pour l'ambassade de Corée du Nord. L'Allemagne est ainsi devenu le deuxième État membre de l’Union européenne à rétablir des relations bilatérales avec la Corée du Nord. Au cours des négociations de quatre jours, la non-prolifération des armes de destruction massive, les progrès du dialogue inter-coréen et l'amélioration de la situation des droits de l'homme en Corée du Nord ont fait l'objet de contacts diplomatiques. On a également parlé de la liberté de circulation des diplomates et des représentants des organisations d'aide humanitaire en Corée du Nord, ainsi que l'échange de journalistes.

### Depuis le début duXXIesiècle
Le 19 décembre 2008, le Bundestag a adopté à l'unanimité une résolution intitulée « Développer davantage des relations germano-coréennes dynamiques » (« Die deutsch-koreanischen Beziehungen dynamisch fortentwickeln ») soutenu notamment par les groupes politiques CDU/CSU, SPD, FDP et Alliance 90 / Les Verts à l'occasion du 125e anniversaire de l'établissement des relations officielles.
En avril 2012, les essais de missiles balistiques intercontinentaux nord-coréens ont été considérés comme une « provocation claire » et ont été vivement condamné par l’Allemagne. Après que la Corée du Nord a annoncé au début du mois de décembre de la même année son souhait d'effectuer de nouveaux tests de lanceur de satellites dans le mois, le ministre allemand des Affaires étrangères Guido Westerwelle a convoqué l'ambassadeur nord-coréen au ministère afin de transmettre sa forte opposition au projet.
Au moment où les tensions entre les deux Corées se sont intensifiées en 2013, Guido Westerwelle a ordonné à l'ambassadeur nord-coréen à Berlin de faire part de ses préoccupations à Kim Jong-un. Le jour même la Corée du Nord a recommandé à l'Allemagne d'évacuer son ambassade à Pyongyang avant le 10 avril car elle ne pouvait plus garantir la sécurité du personnel en cas d'escalade. L'Allemagne a toutefois annoncé qu'elle ne voulait pas précipiter le retrait de ses huit diplomates en Corée du Nord. En outre, environ 20 touristes et douze employés d'organisations humanitaires allemand était alors présent en Corée du Nord.
En septembre 2017, dans le cadre de l’envenimement des relations entre la Corée du Nord et les États-Unis notamment du fait de la rhétorique du président américain Donald Trump, la chancelière Angela Merkel a suggéré de reprendre le modèle de l’accord avec l'Iran conclu en 2015 pour faciliter les négociations.

## Coopération par domaine

### Économie
Le commerce entre l'Allemagne et la Corée du Nord est très faible et s'élève à environ 11 millions d'euros par an. L'Allemagne importe principalement des textiles de Corée du Nord, tandis que la Corée du Nord importe principalement des produits pharmaceutiques d'Allemagne.
Il n'y a aucun accord en vigueur entre les deux parties en termes de coopération économique ou financière.

### Aide au développement
L'Allemagne et la Corée du Nord n'entretiennent pas de coopération pour le développement et, en dépit du fait que l'aide humanitaire ait pu jouer un rôle par le passé, le gouvernement nord-coréen y a mis un terme en 2006. L'ensemble de l’aide au développement avec la Corée du Nord est désormais organisé au niveau de l'Union européenne.

### Culture
Selon le ministère fédéral des Affaires étrangères d'Allemagne, « la Corée du Nord présente un certain intérêt envers la culture allemande » dans les domaines de la musique classique, des films et de la littérature.
Les échanges culturels, notamment en Corée du Nord, sont très limités du fait des exigences liées à la nécessité d'obtenir les autorisations nécessaires et l'application des normes nord-coréennes en termes de propagande.
À l'occasion du Festival international du film de Pyongyang, des films allemands ont été récompenses.

### Recherche
Jusqu'en 2014, les chercheurs nord-coréens invités en Allemagne pouvait rester plusieurs mois, cependant, le durcissement des sanctions dans le cadre des Nations unies, l’Allemagne a considérablement limité ce type de séjours.
À l'inverse, les Allemands n'ont plus la possibilité d'étudier ou de mener des recherches en Corée du Nord depuis les années 1990.

### Programme nucléaire nord-coréen
Dans le cadre des relations entre la Corée du Nord et l'Union européenne et de la politique étrangère et de sécurité commune, mais également bilatéralement, l'Allemagne essaye de relancer les discussions à six sur la fin du programme nucléaire nord-coréen. Les sanctions imposées par l'Allemagne à la suite des différents essais nucléaires nord-coréens, en soutien aux actions des Nations unies et de l’Union européenne, ont un impact sur les relations entre les deux pays.

### Droits de l'homme
L'Allemagne essaye d'ouvrir des discussions relatives à la situation des droits de l'homme en Corée du Nord.

## Visites diplomatiques
Depuis le rétablissement des relations diplomatiques, aucun chef d’État ou de membre du gouvernement allemand et nord-coréens ne se sont rendus dans l'autre pays, à l’exception notable du ministère des sports et de la culture physique Pak Myong Chol, en juin 2011, pour le match d'ouverture de la Coupe du monde féminine de football 2011.
Des membres du Bundestag se sont rendus en Corée du Nord.

## Sources
- (en) Cet article est partiellement ou en totalité issu de l’article de Wikipédia en anglais intitulé « Germany–North Korea relations » (voir la liste des auteurs).

- (de) Cet article est partiellement ou en totalité issu de l’article de Wikipédia en allemand intitulé « Deutsch-nordkoreanische Beziehungen » (voir la liste des auteurs).

## Compléments